# Micragone nyasae
Micragone nyasae är en fjärilsart som beskrevs av Pierre Claude Rougeot 1962. Micragone nyasae ingår i släktet Micragone och familjen påfågelsspinnare. Inga underarter finns listade i Catalogue of Life.